# Calamodontophis paucidens
Calamodontophis paucidens — вид змій родини полозових (Colubridae). Мешкає в Бразилії і Уругваї.

## Поширення і екологія
Calamodontophis paucidens мешкають в штаті Ріу-Гранді-ду-Сул на півдні Бразилії та на сході Уругваю. Вони живуть в пампі, відсутні на полях і пасовищах. Живляться слимаками.

## Збереження
МСОП класифікує цей вид як такий, що перебуває під загрозою зникнення. Calamodontophis paucidens загрожує знищення природного середовища.